# Canada aux Jeux olympiques d'été de 1936
L'équipe olympique du Canada participe aux Jeux olympiques d'été de 1936 à Berlin. Elle y remporte neuf médailles : une en or, trois en argent et cinq en bronze, se situant à la dix-septième place des nations au tableau des médailles. L'athlète James Worrall est le porte-drapeau d'une délégation canadienne comptant 97 sportifs qui s’illustrent principalement en Athlétisme, en Canoë-kayak et en Basket-ball. Les basketteurs canadiens devenant vice-champion olympique derrière les États-Unis.

## Tous les médaillés canadiens
| Médaille           | Nom | Sport       | Épreuve                                 |
| ------------------ | --- | ----------- | --------------------------------------- |
| Médaille d'or      | Francis Amyot | Canoë-kayak | 1 000 mètres canoë monoplace hommes     |
| Médaille d'argent  | Frank Saker Harvey Charters                                                                                                   | Canoë-kayak | 10 000 mètres canoë biplace hommes      |
| Médaille d'argent  | John Loaring | Athlétisme  | 400 m haies                             |
| Médaille d'argent  | Gordon Aitchison Ian Allison Art Chapman Chuck Chapman Edward Dawson Irving Meretsky Doug Peden James Stewart Malcolm Wiseman | Basket-ball |                                         |
| Médaille de bronze | Phil Edwards | Athlétisme  | 800 m                                   |
| Médaille de bronze | Elizabeth Taylor | Athlétisme  | 80 m haies                              |
| Médaille de bronze | Dorothy Brookshaw Mildred Dolson Hilda Cameron Aileen Meagher                                                                 | Athlétisme  | 4 × 100 m féminin                       |
| Médaille de bronze | Frank Saker Harvey Charters                                                                                                   | Canoë-kayak | 1 000 mètres canoë biplace hommes       |
| Médaille de bronze | Joseph Schleimer | Lutte       | Lutte libre Poids mi-moyens, 66 - 72 kg |